# 金葡菌激酶
金葡菌激酶（英語：Staphylokinase，简称为葡激酶或SAK）是一种从金黃色葡萄球菌中提取得到的一种氨基酸酶。它含有136个氨基酸残基，分子量为15kDa。该酶受agr基因正调控，它激活纤溶酶原以形成纤溶酶，后者将消化纤维蛋白凝块。